# Музей секса (Нью-Йорк)

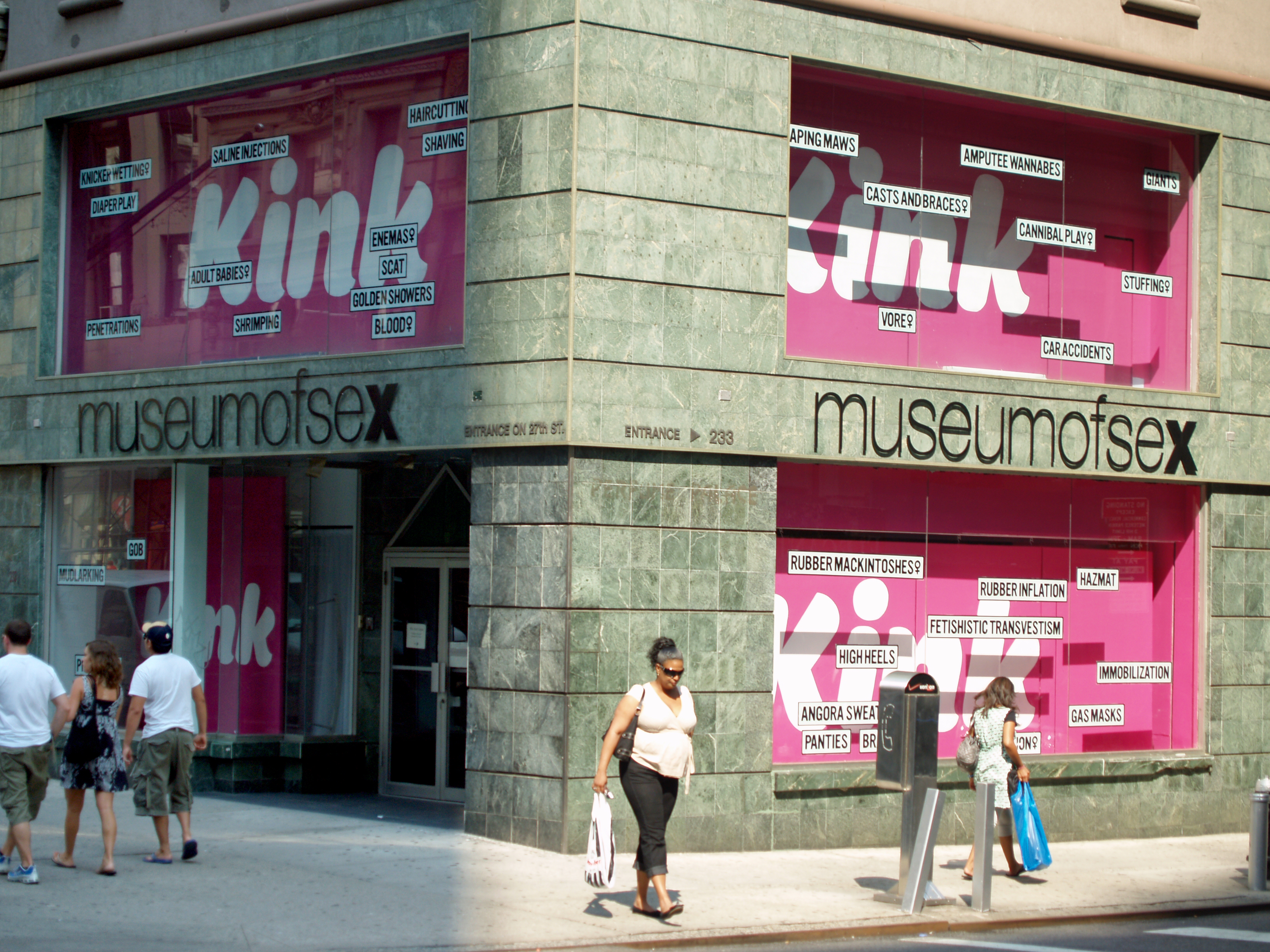
Вход в музей

Музе́й се́кса открылся 5 октября 2002 на углу Пятой авеню и 27-й улицы в городе Нью-Йорке (США), под сокращённым названием «MoSex» (что созвучно с фразой: «Больше секса»). Экспозиция музея рассказывает о развитии и изменении сексуальной культуры в Америке. В настоящее время Музей секса имеет семь постояннодействующих выставок и три веб-проекта онлайн.
Основатель и руководитель Музея секса — Дэниел Глак. Загоревшись идеей создания такого учреждения, он полностью посвятил себя исследованию истории, развития и культурного значения человеческой сексуальности. В соответствии с этой идеей, музей стремится к открытости в обсуждениях вопросов о сексе, предоставляя публике последние достижения и открытия современной науки. Музей секса собирает свои экспонаты по всему миру. Частная коллекция пополняется материалами с различных континентов и о разнообразных культурах, демонстрирует различные периоды времени. Сотрудники собирают, хранят и анализируют материалы СМИ, коллекции рисунков и картин, фотографии, кинофильмы и видеозаписи, древние экспонаты и новые технологии.
Являясь одним из центров сексуального образования, музей имеет разнообразную программу мероприятий, включая театрализованные представления, лекции и семинары. Посетители могут посетить и электронный магазин музея, который предлагает богатый ассортимент сексуально-эротических товаров и игрушек.